# Aalbessenwijn

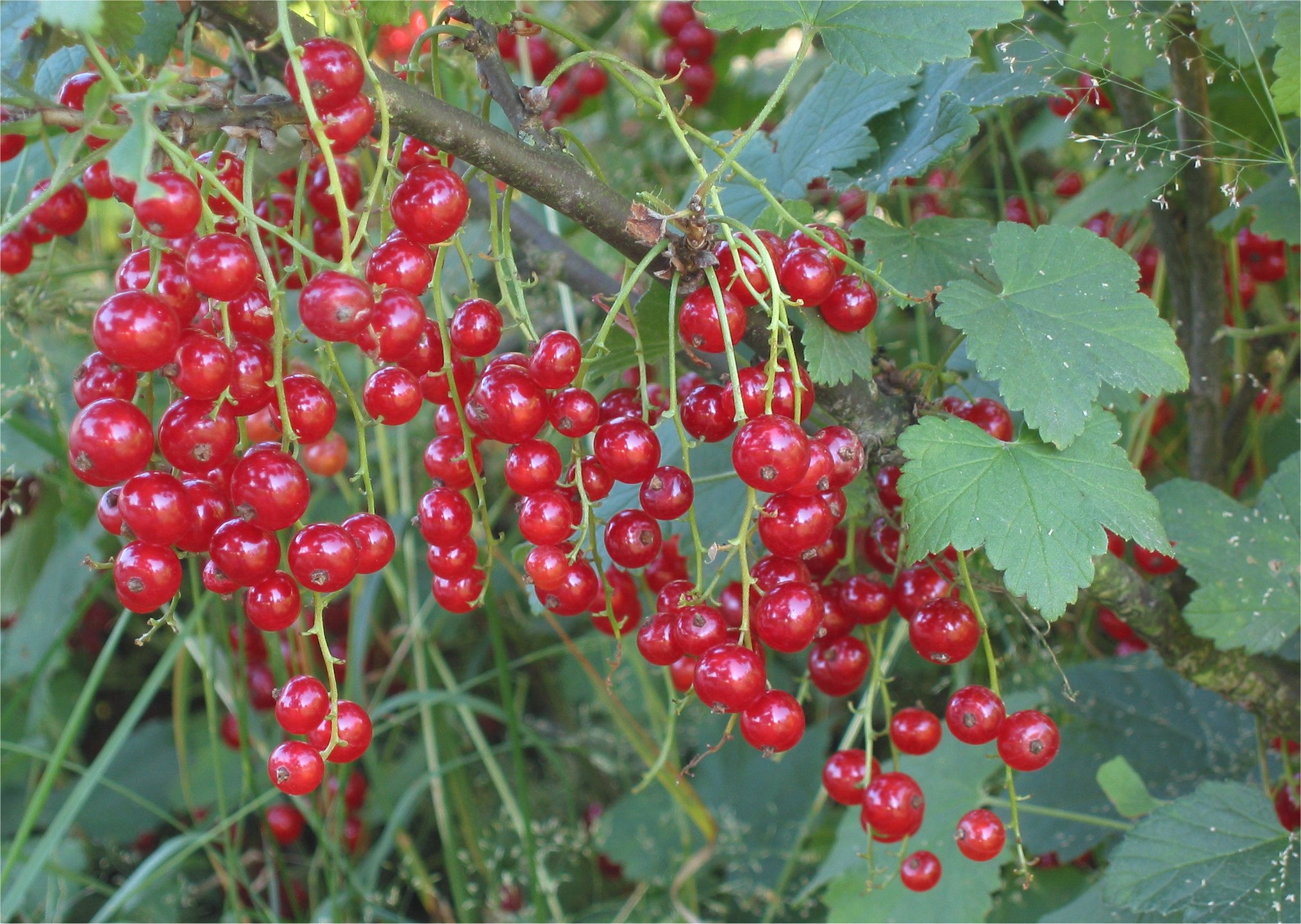
Aalbessen

Aalbessenwijn of aalbessencider is een alcoholische drank die van vergist aalbessensap wordt gemaakt. Het lijkt op cider, in zoverre dat er een gelijkaardig proces wordt gebruikt voor de bereiding en vaak het alcoholgehalte ongeveer gelijk is.
Andere producten gemaakt met aalbessen zijn aalbessenjenever en aalbessenjam.